# Gabriela Volanti
Gabriela Volanti (* 1969 in Augsburg) ist eine deutsch-italienische Malerin. Seit dem Jahr 2000 lebt und arbeitet sie in Berlin.

## Leben und Werk
Volanti studierte zwischen 1986 und 1991 Gestaltung an der Fachhochschule Augsburg und von 1994 bis 1999 an der Akademie der Bildenden Künste in München. Die Jahre 1999 und 2000 verbrachte sie mit einem Stipendium des Deutschen Akademischen Austauschdienstes in Paris. 2007 erhielt Volanti ein Arbeitsstipendium für Tschechien im Rahmen des Europäischen Kulturaustausches.
Im Jahr 2002 begann Gabriela Volanti damit, ihre zunächst vorwiegend monochromen Ölgemälde zu vernähen. Im Rahmen dieses Verfahrens faltet Volanti die Leinwand und vernäht den nach hinten geklappten Stoff mit der Nähmaschine, so dass auf der Oberfläche des Bildes der eingefaltete Bildteil verschwindet und die sichtbaren Teile des Gemäldes zusammenrücken. Die Nähte bilden dabei eigene Bildelemente. Ähnlich einer Collage werden so verschiedene Bild- und Textelemente zusammengefügt, ohne dass verschiedene Bildvorlagen kombiniert werden. Seit 2010 wendet die Künstlerin diese Technik auch – teilweise unter Kombination mit der klassischen Collagetechnik – auf Papierarbeiten und insbesondere auf Arbeiten an, die Zeitungsseiten zum Ausgangspunkt nehmen. Dabei entstehen drei zu unterscheidende Werkgruppen: Zum einen gefaltete, ebene Vernähungen, zum anderen Fächer und schließlich mit Zickzack-Nähten vollständig übernähte, textabdeckende Arbeiten. Größere Arbeiten abstrahieren dabei stärker vom Medium der Zeitung. Bei kleineren Arbeiten bleibt hingegen die Beziehung von Bild und Text der Zeitung als Ausgangspunkt meist stärker erhalten. Das grafische Werk Volantis basiert auf ihren malerischen Arbeiten und entwickelt einzelne Aspekte weiter. Andreas Platthaus verwies auf das Zerstörerische von Volantis Technik des Vernähens, insbesondere in Bezug auf die Arbeiten mit Zeitungspapier, was jedoch nicht als destruktiv zu verstehen sei.

## Ausstellungen/Ausstellungsbeteiligungen (Auswahl)
- 1996–1998: Große Kunstausstellung München, Haus der Kunst, München
- 1999: Kunst der Gegenwart aus Bayern, ZDF, Mainz
- 1999: Nationale der Zeichnung, Augsburg
- 2003: Palazzo Barberini, Palestrina/Rom
- 2005: Einzelausstellung, Max-Planck-Gesellschaft, München
- 2008: Einzelausstellung, Galerie Sandra Bürgel, Berlin
- 2009: Einzelausstellung Die Welt als Widersacherin des Guten, 18m Galerie, Berlin
- 2009: feedback 1989, Tirana
- 2009: forgotten bar, Berlin
- 2011: 18m Galerie, Berlin, zusammen mit Quirin Bäumler
- 2012: Einzelausstellung, Gellertgut, Christoph Merian Stiftung, Basel[3]
- 2021: 5. Biennale im Haus der Kunst München
- 2022: Galerie Rüdiger Schöttle, „A room of one’s own“